# تايلور جاكوبس
تايلور جاكوبس (بالإنجليزية: Taylor Jacobs)‏ هو منافس ألعاب قوى أمريكي، ولد في 30 مايو 1981 في تالاهاسي في الولايات المتحدة.

## وصلات خارجية
- تايلور جاكوبس على موقع الاتحاد الدولي لألعاب القوى (الإنجليزية)
- تايلور جاكوبس على موقع مرجع كرة القدم المحترفة.كوم (الإنجليزية)